# Claas-Hinrich Lammers
Claas-Hinrich Lammers (* 1962 in Hamburg) ist ein deutscher Psychiater und Psychotherapeut. Er ist als ärztlicher Direktor der psychiatrischen Kliniken und Chefarzt der I. Klinik für Affektive Erkrankungen sowie der psychosomatischen Tagesklinik Walddörfer in der Asklepios Klinik Nord in Ochsenzoll (Hamburg-Langenhorn) tätig. Von 2006 bis 2023 war Lammers zusätzlich auch Chefarzt der III. Klinik für Psychiatrie und Psychotherapie (Akutpsychiatrie und Psychose) zuständig.

## Beruflicher und wissenschaftlicher Werdegang
Nach Abitur und Zivildienst in Hamburg studierte Lammers von 1983 bis 1990 in Homburg und Hamburg Medizin und wurde 1990 im Fach Psychiatrie promoviert. Anschließend war er als Assistenzarzt im Max-Planck-Institut für Psychiatrie in München sowie an den Universitätskliniken Marburg und Lübeck tätig. Er absolvierte Forschungsaufenthalte in Paris (Centre Paul Broca, l´INSERM; 1992–1994) und Bethesda, USA (National Institute of Neurological Diseases, 1996–1999), im Rahmen derer er sich mit der Neurobiologie von Dopamin und Neuromodulatoren beschäftigte. Seit 2001 ist er Facharzt für Psychiatrie und Psychotherapie. Als Oberarzt arbeitete er an der Universitätsklinik Lübeck und an der Charité Berlin. 2003 erfolgte die Habilitation im Fach Psychiatrie an der Charité. Er ist seit 2010 außerplanmäßiger Professor an der Universität Lübeck und seit 2013 Titularprofessor an der Semmelweis-Universität in Budapest. Seit 2006 ist er ärztlicher Direktor und Chefarzt der I. Klinik für Affektive Erkrankungen in der Asklepios Klinik Nord - Ochsenzoll tätig. Er gründete er auch die psychosomatische Tagesklinik Walddörfer und leitet diese bis heute chefärztlich. Von 2006 bis 2023 war er zudem Chefarzt der III. Klinik für Akutpsychiatrie und Psychose. Lammers absolvierte Weiterbildungen in Verhaltenstherapie, Hypnotherapie, EMDR, Traumatherapie, VT-Supervision und emotionsfokussierter Therapie. Seine Forschungsschwerpunkte sind emotionsfokussierte Ansätze in der Psychotherapie sowie die psychotherapeutische Behandlung von Persönlichkeitsstörungen.

## Veröffentlichungen (Auswahl)
- Claas-Hinrich Lammers: Die SPEM-Störungen als Trait-Marker der Schizophrenie und der Schizotypie unter besonderer Berücksichtigung der Basisstörungen. Dissertation, Universität Hamburg, 1990
- Claas-Hinrich Lammers, Hara Y, Mouradian MM (2001). In Situ Hybridization on Brain Tissue. In MM Mouradian (Ed.) Parkinson´s Disease: Methods and Protocols (Methods in Molecular Medicine). Humana Press.
- Claas-Hinrich Lammers & Stiglmayr C (2004). Achtsamkeit und Akzeptanz in der Dialektisch-Behavioralen Therapie der Borderline-Persönlichkeitsstörung. In Th Heidenreich & J Michalak (Hrsg.) Achtsamkeit und Akzeptanz in der Psychotherapie. Tübingen: DGVT-Verlag
- Claas-Hinrich Lammers: Persönlichkeitsstörungen. In: Rainer Rupprecht & Harald Hampel (Hrsg.) Psychiatrisches Lehrbuch. Stuttgart: Wissenschaftliche Verlagsgesellschaft, 2006, ISBN 978-3-8047-2053-4
- Claas-Hinrich Lammers (2006). Wie wirkt sich die Arbeit mit Traumatisierten auf die therapeutische Identität aus? In B Strauß & M Geyer (Hrsg.) Grenzen psychotherapeutischen Handelns. Göttingen: Vandenhoeck & Ruprecht
- Merkl A & Lammers C-H (2009). Psychopharmaka und Sexualität In B Dulz, C Denecke, H Richter-Appelt (Hrsg.) Borderline-Störung und Sexualität. Stuttgart: Schattauer.
- Röpke S & Lammers C-H (2009). Pharmakotherapeutische Ansätze In C Schmahl & C Stiglmayr (Hrsg.) Selbstverletzendes Verhalten bei stressassoziierten Erkrankungen. Stuttgart: Kohlhammer
- Claas-Hinrich Lammers & Gitta A. Jacob: Selbstwert, Scham und Narzissmus bei Borderline-Persönlichkeitsstörung. In: Birger Dulz, Otto Kernberg, Sachsse (Hrsg.): Handbuch der Borderline-Störungen. 2. Auflage, Schattauer, Stuttgart und New York 2011, ISBN 978-3-7945-2472-3.
- Claas-Hinrich Lammers: Emotionsbezogene Psychotherapie. Grundlagen, Strategien und Techniken. Schattauer, Stuttgart und New York, 2. Auflage, 2011, ISBN 978-3-7945-2787-8
- Claas-Hinrich Lammers (2015). Das Dilemma der psychiatrischen Diagnose der Persönlichkeitsstörung In Feuerstein G & Schramme T (Hrsg.) Ethik der Psyche. Frankfurt: Campus Verlag
- Claas-Hinrich Lammers. Psychotherapie narzisstisch gestörter Patienten. Schattauer, Stuttgart und New York, 2015, ISBN 978-3-7945-2600-0
- Claas-Hinrich Lammers. Emotionsfokussierte Methoden: Techniken der Verhaltenstherapie. Beltz, Weinheim, 2016, ISBN 978-3-621-28256-7
- Claas-Hinrich Lammers. Therapeutische Beziehung und Gesprächsführung. Techniken der Verhaltenstherapie. Beltz, Weinheim, 2017, ISBN 978-3621285193
- Gunnar Eismann & Claas-Hinrich Lammers. Therapie-Tools Emotionsregulation. Beltz, Weinheim, 2017, ISBN  978-3621285179
- Gunnar Eismann & Claas-Hinrich Lammers. Bin ich ein Narzisst? Oder einfach nur sehr selbstbewusst. Schattauer, Stuttgart und New York, 2019, ISBN 978-3608400243.